# Otto Plachta

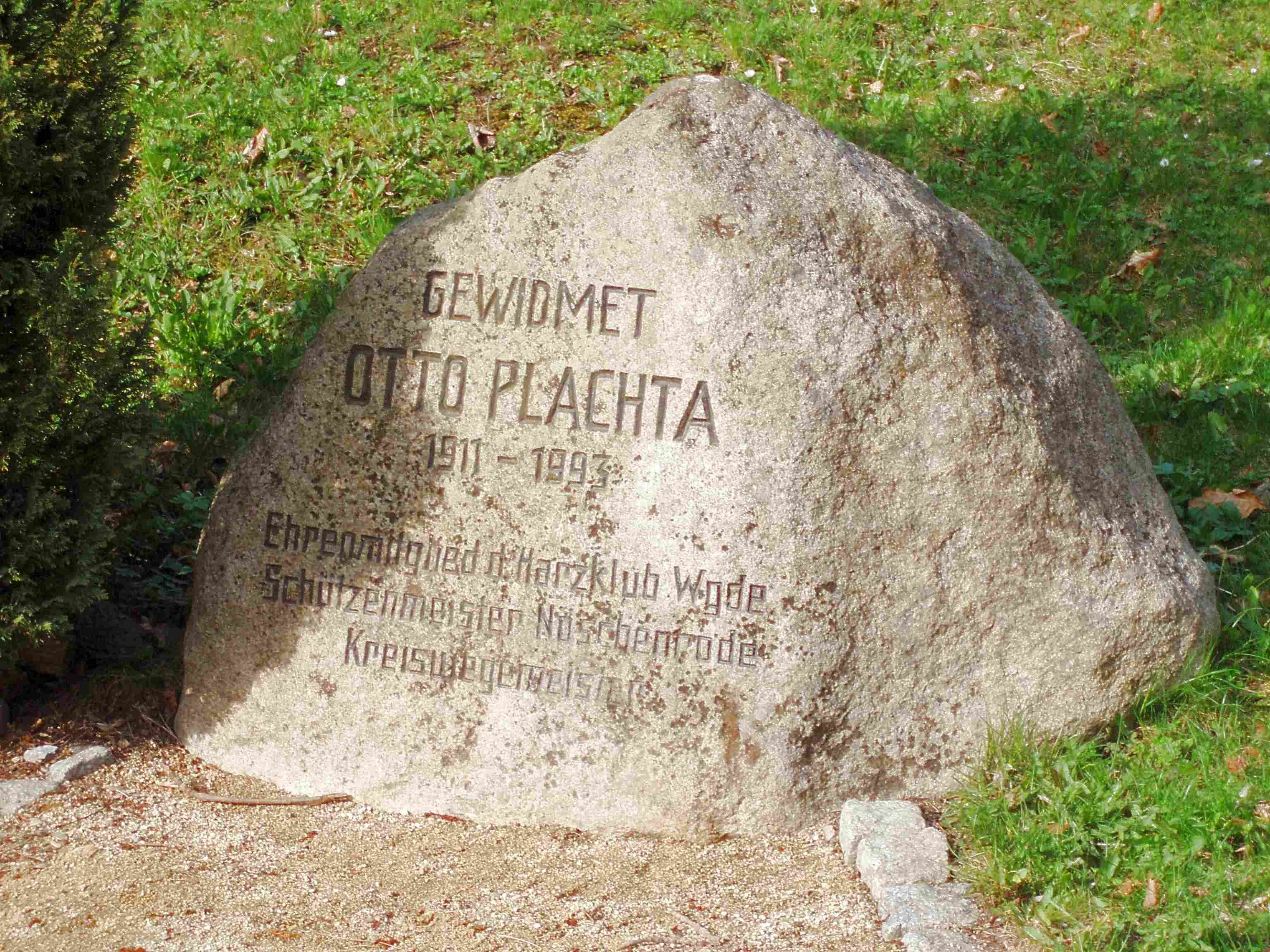
Gedenkstein für Otto Plachta

Otto Plachta (* 9. Juli 1911; † 27. Dezember 1993) war ein deutscher Maler und Wegemeister des Kreises Wernigerode.

## Leben
Er war Ehrenmitglied des Harzklubs Wernigerode und der Nöschenröder Schützenmeister. Zu seinen bleibenden Verdiensten zählt die Bewahrung der traditionellen Wegweiserbeschilderung des Harzklubs während des 40-jährigen Bestehens der DDR im Ostharz. Zum Gedenken am Otto Plachta wurde ihm im Christianental bei Wernigerode ein Gedenkstein errichtet und ihm zu Ehren werden Gedenkfeiern abgehalten.
Seine letzte Ruhestätte fand er mit dem Hinweis, dass er Schützenmeister war, auf dem Theolbaldifriedhof in Nöschenrode.